# Leptopelis gramineus
Leptopelis gramineus es una especie de anfibios de la familia Arthroleptidae.
Es endémica de Etiopía.
Su hábitat natural incluye bosques tropicales o subtropicales secos, montanos tropicales o subtropicales, áreas de arbustos a tropicales o subtropicales a gran altitud,praderas a gran altitud, ríos, ríos estacionales, marismas de agua fresca, corrientes intermitentes de agua, jardines rurales y áreas urbanas.
Está amenazada de extinción por la pérdida de su hábitat natural.